# 青森県道104号館田停車場線

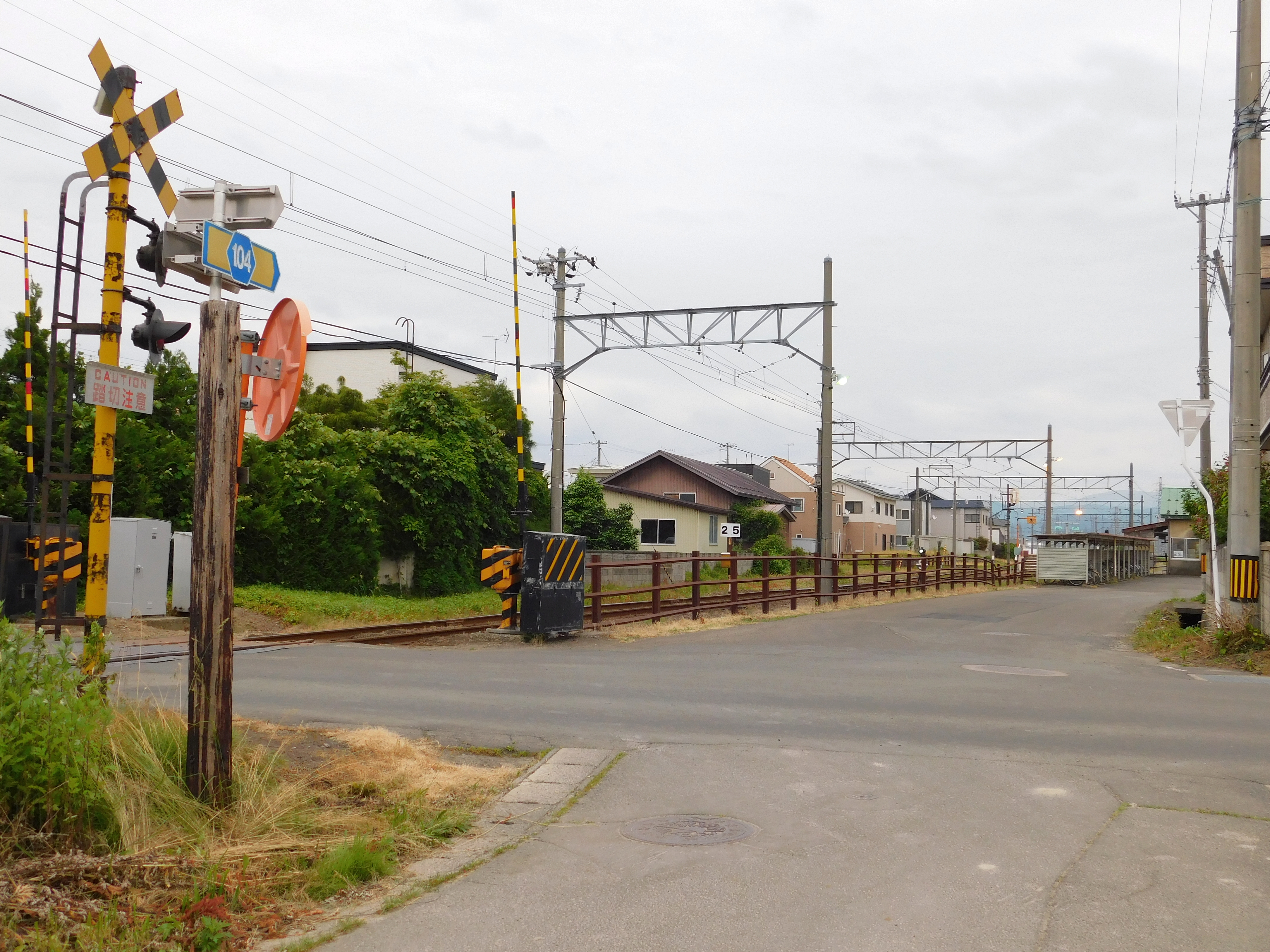
終点附近から起点方向に向かって撮影。画像右奥に一部見えているのが館田駅の駅舎

青森県道104号館田停車場線（あおもりけんどう104ごう たちたていしゃじょうせん）は、青森県平川市を通る一般県道である。

## 概要
弘南鉄道弘南線館田駅から青森県道41号弘前環状線に至る路線長50mの短距離路線である。

### 路線データ
- 起点：館田停車場[1]
- 終点：弘前環状線交点（平川市）[1]

## 歴史
- 1961年（昭和36年）2月10日 - 県道に認定される[1]。

## 地理

### 交差する道路
- 青森県道41号弘前環状線（平川市、終点）

### 沿線の施設など

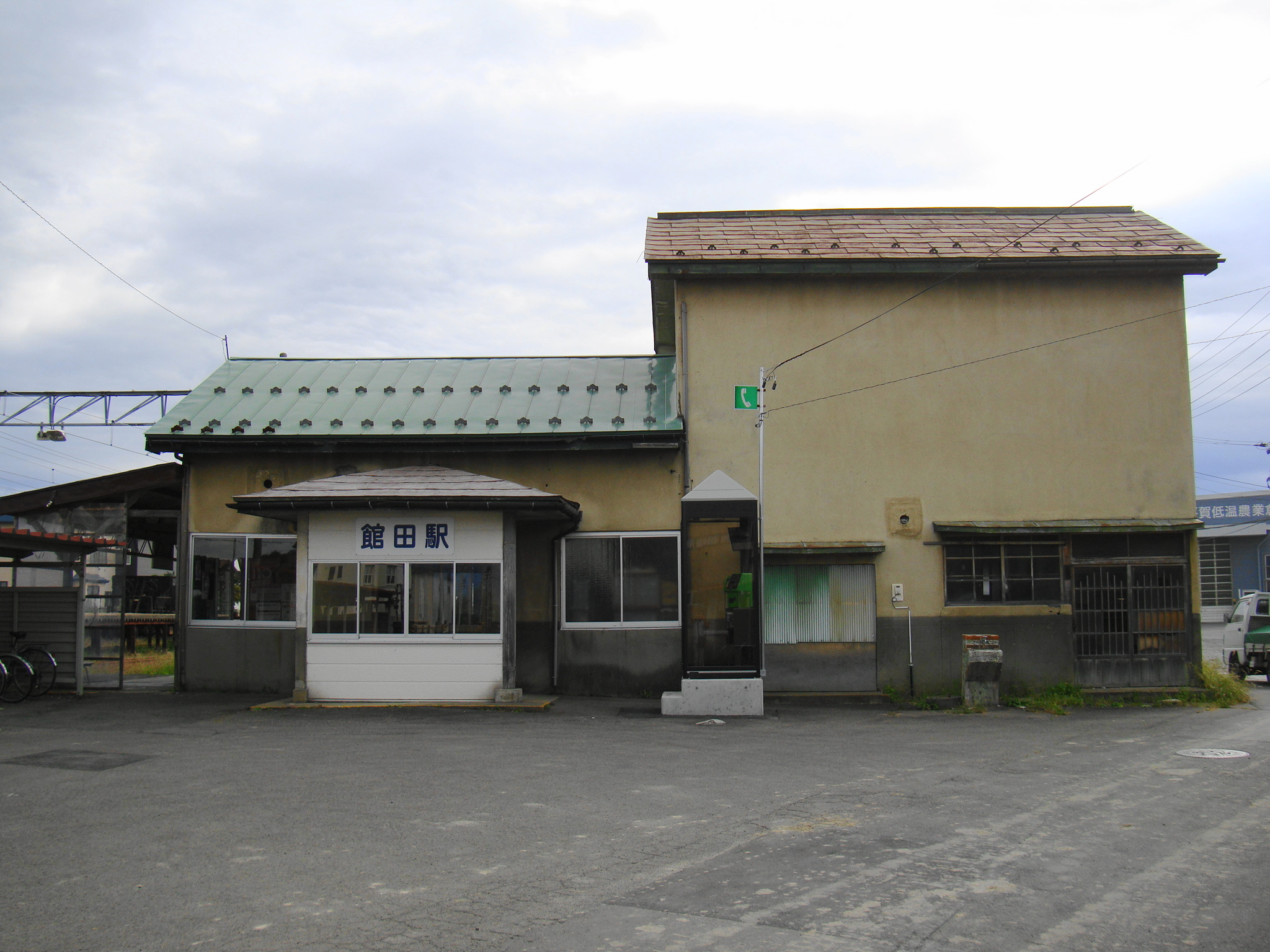
起点・館田駅

- 弘南鉄道弘南線 館田駅